# Mirim Doce
Mirim Doce är en kommun i Brasilien.   Den ligger i delstaten Santa Catarina, i den södra delen av landet, 1 300 km söder om huvudstaden Brasília. Antalet invånare är 2 513.
I omgivningarna runt Mirim Doce växer i huvudsak städsegrön lövskog. Runt Mirim Doce är det glesbefolkat, med 8 invånare per kvadratkilometer.